# Vindicació dels drets de la dona
Vindicació dels drets de la dona fou una obra escrita per l'escriptora britànica Mary Wollstonecraft i constitueix una de les obres pioneres de la literatura i la filosofia feministes. És un llibre protofeminista que s'emmarca en una crítica global de les societats europees del seu segle.
El 1792, Wollstonecraft va viatjar a França per assistir de primera mà als esdeveniments revolucionaris. Aquest mateix any va publicar la seva obra A Vindication of the Rights of Woman, una obra en què l'autora responia als teòrics polítics i educacionals del segle xviii partidaris de l'exclusió de les dones en l'accés a l'educació i no solament vindicava l'emancipació de la dona en uns termes inusuals en el segle xviii, sinó que també proclamava la necessitat de reconstruir tot el sistema de convivència humana sobre  bases racionals.
Wollstonecraft hi argumenta que les dones haurien de tenir una educació proporcional a la seva posició en la societat, per procedir a redefinir aquesta posició. Per a Wollstonecraft les dones són essencials per a l'Estat, ja que eduquen la infància de la societat, i podrien ser «companyes» dels seus marits, en comptes de simples esposes. En lloc de veure les dones com a propietats amb les quals es pot comerciar per al matrimoni, Wollstonecraft manté que són éssers humans que mereixen els mateixos drets fonamentals que els homes.
Desgraciadament pocs anys després, el 1797, moria de complicacions postpart quan havia donat a llum la seva filla Mary Shelley. Mary Wollstonecraft va ser prou coneguda en vida. Va escriure les seves obres en només deu anys, els últims de la seva existència, i en va tenir prou per crear-se, de manera immediata, una reputació com a escriptora i filòsofa.

## Argument i estructura
Es considera Mary Wollstonecraft l'autora que per primera vegada denuncia de forma clara  l'«aristocràcia masculina» i reclama per a les dones l'«autonomia moral», en polèmica amb el capítol V de l'obra Emili (1762) de Rousseau.
Aquesta obra està relacionada amb una obra anterior de Wollstonecraft, A Vindication of the Rights of Men (1790) que va sorgir com reacció a la publicació del polític i escriptor irlandès Edmund Burke i la seva obra Reflections on the Revolutions in France (1790), on condemna la Revolució Francesa, i és considerat un dels textos fundacionals del conservadorisme modern. La seva obra Vindicació..., apareix el 1792, i encara que es pugui llegir com una obra independent, és una continuació del seu llibre anterior de 1790.
L'obra Vindicació dels drets de la dona es fa ressò dels ideals de la Revolució Francesa, esdeveniments que l'autora va viure directa i intensament. La seva intenció era la d'«universalitzar-los» de forma real, i no que fossin exclusius dels homes, com així passava. Mary Wollstonecraft pensava que per mitjà d'una educació adequada –I no la «diferencial» proposada per Rousseau– que potenciés en les dames el desenvolupament de les seves capacitats intel·lectuals, aquestes podrien arribar a assolir la condició de «subjectes ètics» i de «ciutadanes».

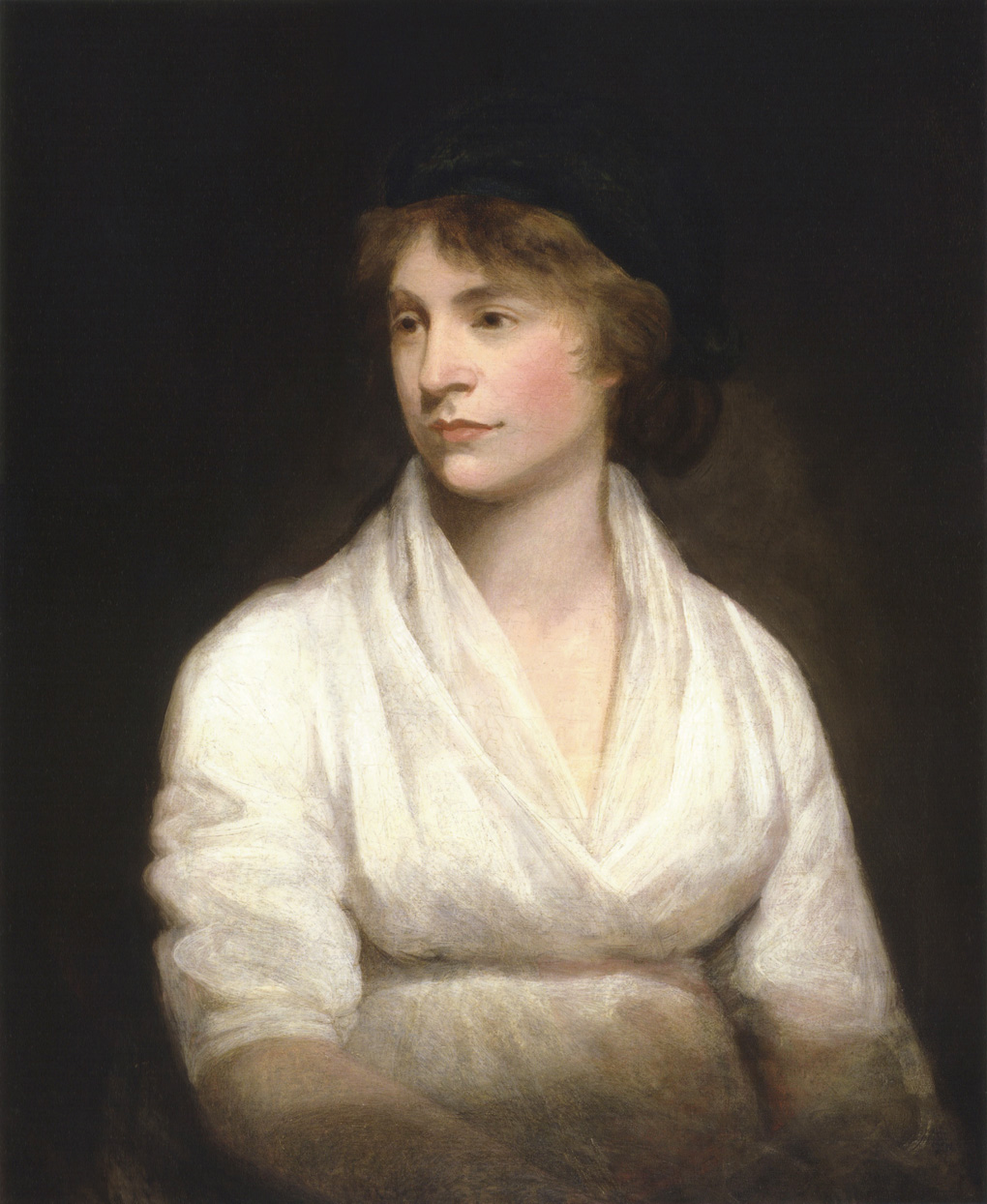
Mary Wollstonecraft, per John Opie (c. 1797)

La seva obra se centra en l'educació i en els costums privats, perquè aquest és l'àmbit en què l'autora creu que cal actuar: relacions familiars i de rang. Tota l'educació de la dona a l'època està orientada a impedir que desenvolupi les seves facultats intel·lectuals i a crear uns hàbits de submissió que ja mai podrà desarrelar.
Wollstonecraft defensa una vida organitzada entorn de la racionalitat i les funcions socials de la dona: el matrimoni (home-dona), els fills/es i la seva criança racional (lluita envers la sensibleria, l'emotivitat i la superficialitat excessiva). Alhora que projecta aquest model de família, també proposa –en el segle XVIII– que les dones, en el futur, arribin a exercir les mateixes professions que els homes.
Vol arribar fins aquí per mitjà de l'educació. Un dels darrers apartats de l'obra tracta de la necessitat d'establir escoles adequades i d'ensenyar els nens i les nenes dins la mateixa aula. A més a més, va a l'arrel, destacant que cal destruir les nocions equivocades sobre el caràcter de l'home i de la dona –el Gender Trouble que segles després abordarà Judith Butler– i sobre el tracte que han de rebre l'un i l'altra, les lectures, les diversions, els tipus de relacions, etc. que han d'establir.
Una de les seves preocupacions és abolir l'imperi de les emocions i de la sensibilitat, que veu inadequades per la conducta humana, les identifica com una manipulació emocional que limita les expectatives de les persones que solament es poden desenvolupar per la raó. Rebaixa enormement la importància de l'amor home-dona i insisteix en la importància en la convivència familiar que començarà quan l'amor s'esvaeixi. Wollstonecraft, amb una interessant biografia sentimental, parla amb coneixements i busca una transformació de la realitat social que imperava a la seva època cap a una vida diferent plena de riquesa i experiències que no limitessin a les dones.

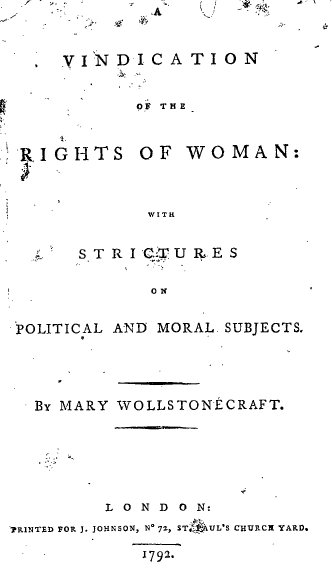
Primera edició anglesa de 1792

### Estructura de l'obra
- Capítol 1: Consideració dels Drets de la Humanitat i dels Deures que aquests impliquen.
- Capítol 2: Discussió de les opinions predominants a propòsit de la relació entre sexe i caràcter.
- Capítol 3: Continuació tema anterior.
- Capítol 4: Observacions sobre l'estat de degradació a què la dona es veu reduïda per causes diverses.
- Capítol 5: Resposta a alguns dels escriptors que han caracteritzat la dona com a objecte de commiseració, propera al menyspreu.
- Capítol 6: L'efecte que una associació d'idees en edat primerenca pot tenir sobre el caràcter.
- Capítol 7: La modèstia examinada en el seu conjunt, i no solament com una virtut lligada al sexe.
- Capítol 8: La moral queda soscavada per la distinció entre sexes pel que fa a la importància d'una bona reputació.
- Capítol 9: Sobre els efectes perniciosos que deriven de les distincions antinaturals establertes en la societat.
- Capítol 10: L'afecte parental.
- Capítol 11: Deures envers els pares.
- Capítol 12: Sobre l'educació nacional.
- Capítol 13: Alguns exemples de la follia generada per la ignorància de les dones; amb unes reflexions finals sobre el progrés moral que una revolució en els costums femenins inevitablement hauria de produir.[1]

## Temes
Wollstonecraft reivindica la raó com a guia i fonament de les societats humanes, el republicanisme, l'abolició del privilegis aristocràtics. Per a ella, les monarquies hereditàries, les distincions classistes entre nobles i plebeus, i la desigualtat entre homes i dones no són més que diferents aspectes d'una mateixa estructura opressiva: una societat edificada sobre els privilegis de naixença.
Concep una societat basada en la família i en les virtuts privades que no es defineixen a partir de la tradició, sinó de l'anàlisi racional d'allò que és bo per a l'ésser humà. Alliberar la dona de la submissió a l'home és una tasca necessària, no solament per les dones mateixes, sinó també per establir una societat lliure i igualitària per a tothom.
Aquesta filosofa i pionera planteja la qüestió de com crear una societat d'individus racionals i responsables de si mateixos, més enllà de rols imposats i de convencionalismes: el paper de la dona dins de la família, la importància de l'educació per construir una societat igualitària, la importància de l'educació per fixar les bases i l'arrelament de les desigualtats (o no) en els costums diaris.